# Benedetto Fortini

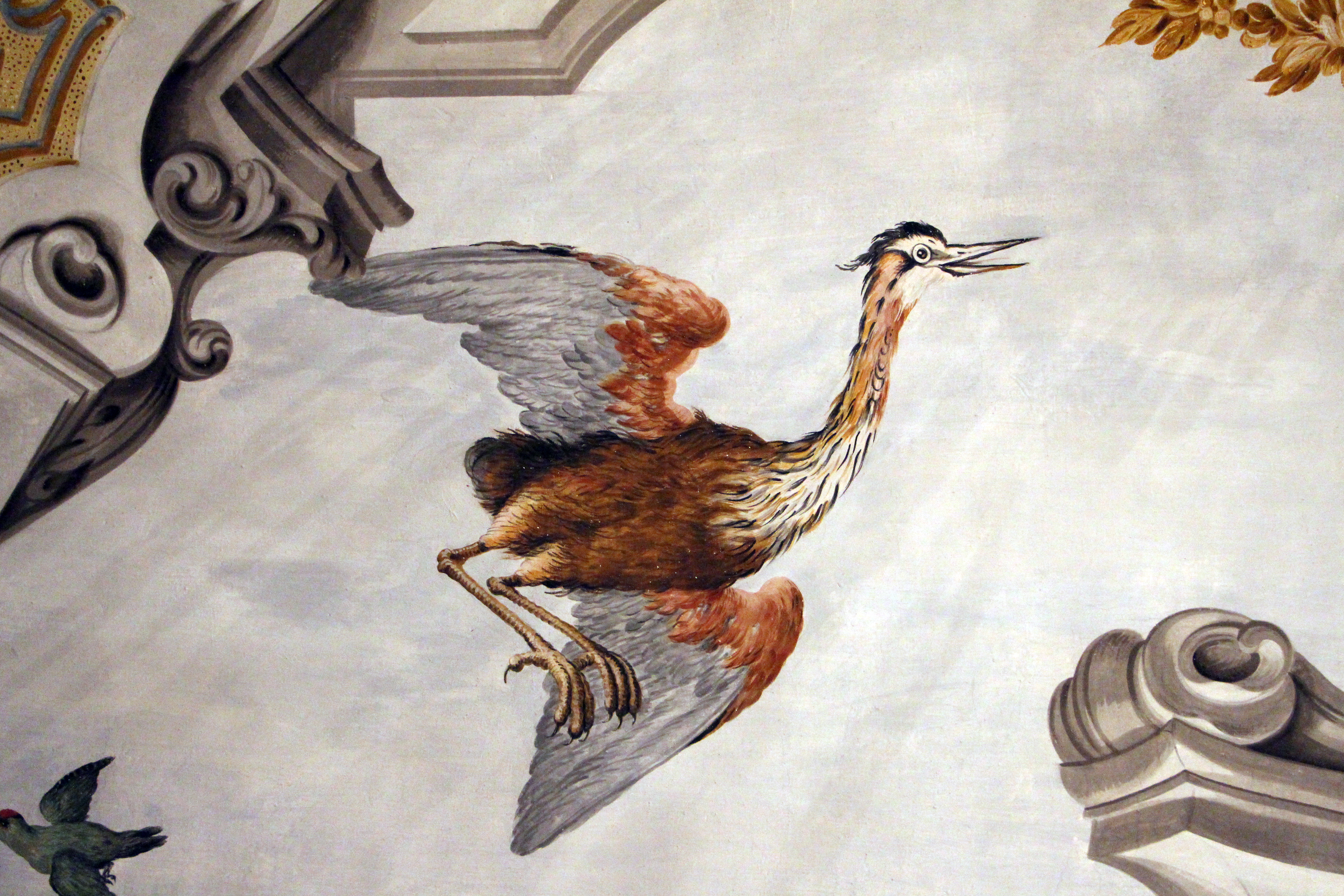
Ein Storch, Sala delle Colonne, Villa La Quiete

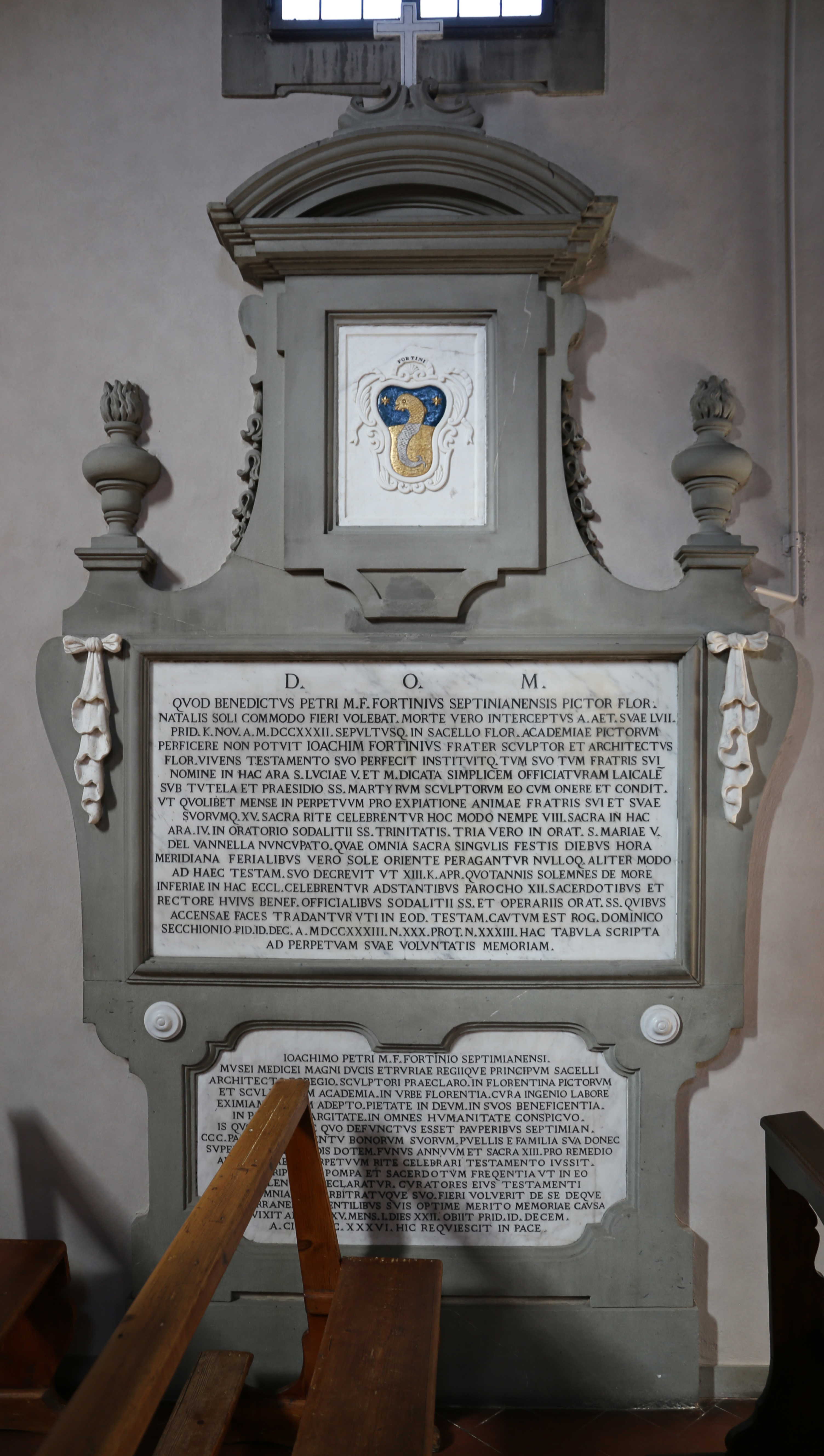
Grabmal für Gioacchino und Benedetto Fortini, Kirche von Settignano

Benedetto Fortini (* 2. Juli 1676 in Settignano; † 31. Oktober 1732 in Florenz) war ein italienischer Maler.

## Leben
Er war der drittgeborene Sohn des Steinmetzes Pier Maria Fortini und der Margherita Tortoli aus Settignano sowie der jüngere Bruder des Bildhauers Giovacchino.
Seine Ausbildung in der Malerei absolvierte er bei seinem Landsmann Bartolomeo Bimbi, dann bei Jacopo Chiavistelli und Rinaldo Botti. Vor allem letzteres brachte ihn dazu, perspektivische Quadraturen zu malen, eine Tätigkeit, die er mit beachtlichem Erfolg ausübte, nachdem er 1706 in die Accademia delle Arti del Disegno aufgenommen worden war (der er bis zu seinem Tod angehörte und regelmäßig Steuern zahlte). Von seinem ersten Meister Bimbi erwarb und bewahrte er jedoch im Laufe der Jahre eine Vorliebe für die Beobachtung von Pflanzen und Tieren, die es ihm ermöglichte, seine stets gut durchdachten Ansichten mit Fingerspitzengefühl und Geschick mit floralen und tierischen Elementen, insbesondere Vögeln, zu gestalten.
Dank seiner Kenntnisse der Fauna beauftragten ihn die Marchese Gerini mit einer Sammlung von Aquarellen, um einen Katalog der Tiere zu erstellen, der heute nur noch teilweise erhalten ist.
Er arbeitete für bedeutende Florentiner Familien (Buondelmonti, Feroni, Ximenes d’Aragona...). Zu ihnen gehörten die Medici und insbesondere Anna Maria Luisa, die ihn mit der Ausgestaltung ihrer Sommerwohnung in der Villa la Quiete beauftragte.